# 캅테리몬
캅테리몬(KABUTERIMON, カブテリモン)은 디지몬 시리즈에서 등장하는 성숙기 레벨의 곤충형 디지몬이다. 필살기는 뿔치기(메가 블래스터)다. 원판 이름은 카부테리몬

## 생김새
장수풍뎅이의 모습을 한 디지몬으로, 4쌍의 날개로 하늘을 날아다닌다. 머리부분은 금속화되어 철벽의 방어력을 자랑한다. 필살기는 고압의 전기를 압축하여 쏘는 메가 블래스터다.

## 에피소드

### 디지몬 어드벤처
성우는 텐타몬과 동일.

## 진화과정
진화：뽀글몬→모티몬→텐타몬→카부테리몬→아트라캅테리몬→헤라클레스캅테리몬